# Xanthorhoe chionogramma
Xanthorhoe chionogramma là một loài bướm đêm trong họ Geometridae.